# Solstad Offshore
Solstad Offshore ASA (OSE: SOFF) ist ein international tätiger Offshore-Dienstleister und Betreiber von Versorgungsschiffen. Die in Norwegen ansässige Reederei arbeitet primär für die Öl- und Gasindustrie. Die Firma betreibt eine Flotte von 122 Schiffen, davon 29 Bau-Versorger, 40 Ankerziehschlepper (AHTS) und 53 Plattform-Versorger. Der Hauptsitz des Unternehmens befindet sich in Skudeneshavn (Rogaland). Das Unternehmen hat Niederlassungen in Ålesund, Aberdeen, Rio de Janeiro, Perth, Singapur, Manila und Odessa.
Nach der Übernahme weitere Firmen wurde am 3. Oktober 2018 der Name des Konzerns von Solstad Farstad in Solstad Offshore geändert.

## Geschichte
Das Unternehmen Solstad wurde 1964 von dem norwegischen Kapitän Johannes Solstad als Frachtschiffsreederei gegründet und war stark mit der norwegischen Fischereiindustrie verbunden. Solstad leitete das Unternehmen bis 1999 und übergab dann an seinen Sohn.
Die Firma übernahm die norwegische Reederei Farstad und wurde zu Solstad Farstad ASA. 2018 wurde sie in Farstad Offshore umbenannt. Mit der Far Samson betreibt Solstad Offshore UK einen der stärksten Ankerziehschlepper der Welt.

## Geschäftsfelder und Struktur

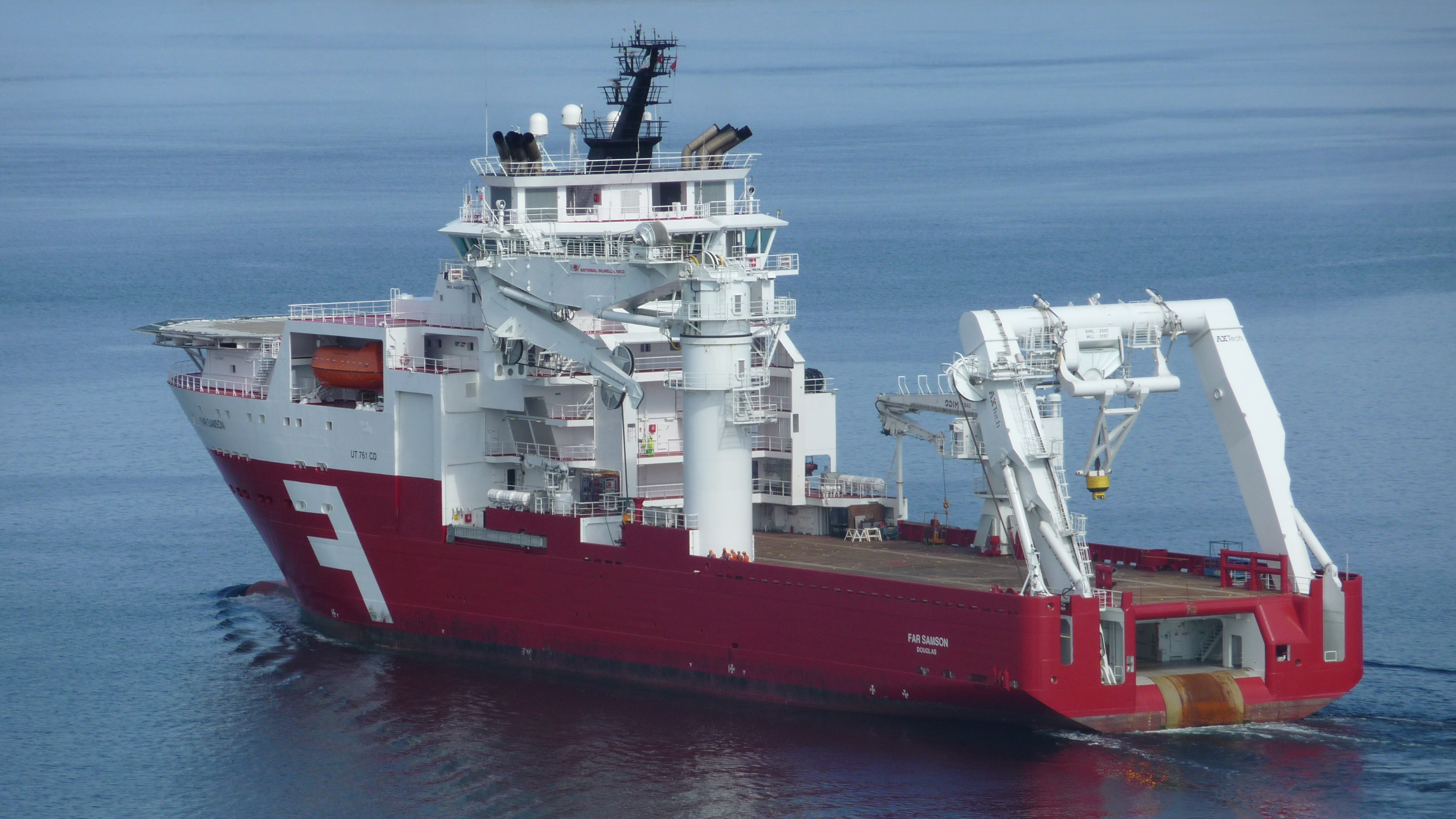
Heckansicht der Far Samson

Solstadt Offshore ist heute (Stand 2021) hauptsächlich im Bereich der Mineralölserviceaktivitäten offshore tätig, gegliedert in die drei Geschäftsfelder:
- Ankerziehschlepper (AHTS)
- Versorgungsschiffe (PSV)
- Bauserviceflotte (CSV)

Zu den Tochtergesellschaften gehören unter anderem Solstad Offshore (UK), Solstad Offshore Service Vessel (UK), Solstad Management, Normand Skarven und Solstad Offshore Asia Pacific.